# مارك هوارد
مارك هوارد (بالإنجليزية: Mark Howard)‏ (29 يناير 1986 سالفورد المملكة المتحدة - ) هو لاعب كرة قدم بريطاني يلعب كمدافع.

## وصلات خارجية
مارك هوارد على موقع قاعدة بيانات كرة القدم.إي يو (الإنجليزية)
- مارك هوارد على موقع Soccerway.com (الإنجليزية)